# Aigialosaurus
Aigialosaurus é um gênero extinto de lagarto marinho ou semiaquático do Cretáceo Superior classificado como parte da família Aigialosauridae dentro da Mosasauroidea. Encontrado exclusivamente em depósitos de idade Cenomaniana perto de Hvar, Croácia, o gênero contém uma espécie válida, A. dalmaticus. De acordo com dados moleculares e morfológicos recentes, o Aigialosaurus é o membro mais antigo conhecido da linhagem que conduz aos grandes répteis marinhos do Cretáceo chamados mosassauros, um grupo mais intimamente relacionado com cobras entre os escamatos vivos. Era um réptil relativamente pequeno com um espécime completo medindo 65 cm de comprimento.
Outro mosasauróide primitivo, Opetiosaurus, foi sugerido para representar uma segunda espécie de Aigialosaurus em 2009, " Aigialosaurus bucchichi ", embora esta conclusão não tenha sido apoiada por análises recentes.